# HD43819
HD43819 — хімічно пекулярна зоря спектрального класу B9, що має видиму зоряну величину в смузі V приблизно  6,3.
Вона  розташована на відстані близько 630,9 світлових років від Сонця.

## Фізичні характеристики
Зоря HD43819 обертається 
порівняно повільно 
навколо своєї осі. Проєкція її екваторіальної швидкості на промінь зору становить  Vsin(i)= 18км/сек.
Телескоп Гіппаркос зареєстрував фотометричну змінність  даної зорі з періодом   15,02 доби в межах від  Hmin= 6,26 до  Hmax= 6,23.

## Пекулярний хімічний вміст
Зоряна атмосфера HD43819 має підвищений вміст 
Si
.

## Магнітне поле
Спектр даної зорі вказує на наявність магнітного поля у її зоряній атмосфері.
Напруженість повздовжної компоненти поля оціненої з аналізу
наявних ліній металів
становить  269,5± 253,6 Гаус.